# Ludivine Issambourg

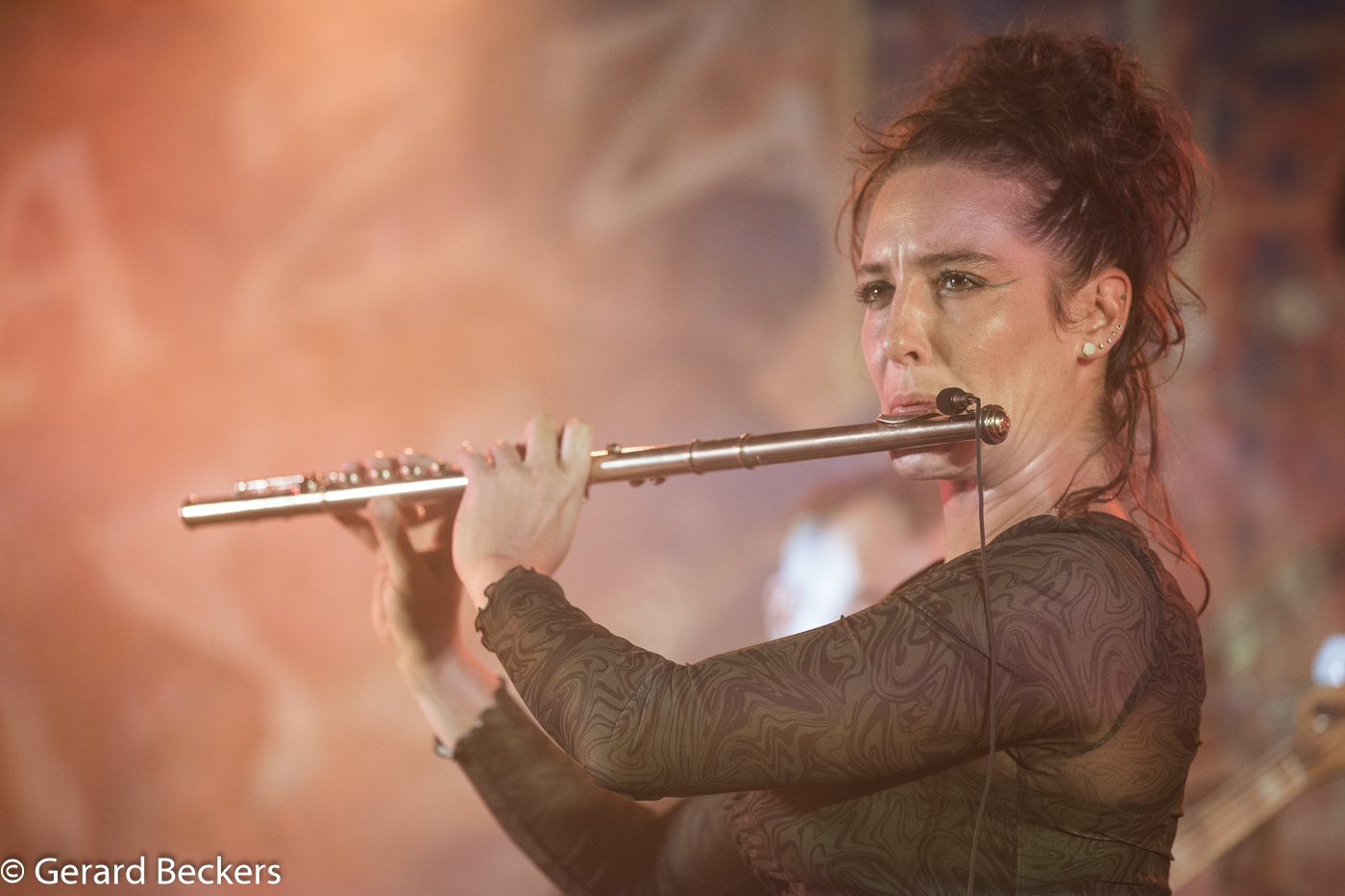
Ludivine Issambourg (2024)

Ludivine Issambourg (* 1983 in Bayeux) ist eine französische Flötistin, die sowohl im Bereich des Jazz als auch des Hip-Hop hervorgetreten ist.

## Leben und Wirken
Issambourg begann ab dem Alter von vier Jahren eine klassische Ballettausbildung. Danach begann sie ihre musikalische Ausbildung auf der Flöte bei einem Privatlehrer, der sie auch in die Improvisation und den Jazz einführte. Als Jugendliche trat sie mit Jean-François Millets Gruppe Le Klaxton auf und war an dem Album Klaxton 3 beteiligt. Danach studierte sie an den Konservatorien von Caen und Cergy-Pontoise sowohl klassische als auch Jazzflöte.
2003 wurde Issambourg Mitglied des Orchestre de flûtes français unter Leitung von Pierre-Yves Artaud, das 2005 das Album Jendrich Feld einspielte. 2007 war sie Preisträgerin des ersten nationalen Jazzflöten-Wettbewerbs, der von Magic Malik ausgerichtet wurde. Im selben Jahr holte sie der Hip-Hop-Produzent Wax Tailor in seine Gruppe, mit der sie fünf Jahre international auf Tournee ging; dort war sie 2009 am Album In the Mood for Life (das eine goldene Schallplatte errang) und 2010 an einem Live-Album im Pariser Olympia beteiligt. Zur gleichen Zeit veröffentlichte sie das Album H20 mit der Electro-Jazz-Gruppe UHT. Weiterhin war sie am Album Crawnyard der britischen Hip-Hop-Gruppe A State of Mind beteiligt und tourte mit ihnen durch Europa.
2011 kehrte Issambourg an das CEFEDEM der Île-de-France zurück und erhielt dort als erste Flötistin in der Disziplin Jazz ihr staatliches Diplom. Sie begann, die Adaption des Beatboxing auf der Flöte zu praktizieren. 2012 gründete sie ihre Band Antiloops. Die EP Yep erschien 2013. Nach erfolgreichen Festivalauftritten erschien 2015 das Album Electroshock, das Issambourg auch von DJ Greem und anderen remixen ließ. So entstand das Album Electroshock Remixed, das sie auch live mit einem Video-Mapping aufführte. 2017 erschien ihr zweites Album Lucid Dream. 2020 veröffentlichte sie, unterstützt durch Éric Legnini, Stéphane Huchard und Christophe Chassol das Album Outlaws, einen Tribut an Hubert Laws. Im Jahr 2022 veröffentlichte die Flötistin mit ihrer Formation Antiloops das Album Supernova. Weiterhin ist sie auf Alben von Amadou & Mariam, Thierry Maillard, Srđan Ivanović und Michel Edelin zu hören.